# Neuquén
 Ovo je glavno značenje pojma Neuquén. Za druga značenja pogledajte Neuquén (razdvojba).
Neuquén je grad u Argentini, glavni grad pokrajine Neuquén. Nalazi se na istoku pokrajine na ušću Limaya u Neuquen rijeku. Sa svojih 265 000 stanovnika jedan je od većih gradova u Patagoniji.
Čini konurbaciju s gradovima Plottier i Cipoletti. Neuquén je i važno središte patagonijske poljoprivrede. Nalazi se u regiji gdje rastu jabuke, kruške i drugo voće.

## Ime
Neuquén (Neuhenken) na jeziku mapudungun ima više značenja, a to su: brzo teče, klizište, jaki i izložen vjetru.

## Povijest
Bouquet Carlos Roldan, tadašnji guverner Teritorija Neuquén je predložio da se osnuje novi grad na desnoj obali rijeke Neuquén, ali kako nije bilo riješeno pitanje razgraničenja s Čileom ta je odluka malo kasnije ostvarena. 1904. mjesto glavnog grada se seli iz Chos Malala u Neuquén. Otada počinje nagli razvoj ovog grada, kako je u grad dolazio kapital dolazili su i ljudi. Na početku je Neuquén kao željezničko čvorište imao tek 5000 stanovnika. Radi izgradnje novog grada pripadnici plemena Mapuche i Tehuelche su pobijeni ili istisnuti sa svoje zemlje. Nakon otkrića nafte grad je doživio populacijsku eksploziju.

## Geografija i klima
Grad leži na ušću rijeka Neuquén i Limay u Rio Negro usred navodnjavane plodne doline u jugozapadnom dijelu Argentine. To je područje stepa pa stoga ima grubu suhu i kontinentalnu klimu. Tlo oko grada većinski je šljunčano s pojedinim mjestima gline, pa je zbog toga suho i ne može pridonositi velike plodove, ali su to stanovnici grada riješili navodnjavanjem polja.
Pošto je klima suha grad ima samo 180 mm padalina godišnje. Temperatura ljeti doseže 31 °C, ali niska včažnost zraka i vjetrovi čine ugođaj da je hladnije nego što jest. Zimi temperatura rijetko pada ispod -10 °C, dok su jesensko i proljetno vrijeme poprilično blagi. 

## Uprava
Neuquén kao glavni grad istoimene pokrajine ima svoja tijela ovlasti. On je sjedište pokrajinke vlade, Visokog suda i Časnog suda.
Gradonačelnik ima mandat od 4 godine, ali se može birati svakih narednih izbora nanovo. Sadašnji gradonačelnik Martin Farizano iz stranke Front za pobjedu pobijedio je s oko 48 % glasova. Zakonodavna vlast u Neuquén se sastoji od 18 članova koji također imaju mandat od 4 godine s mogućnošću reizbora. U gradu se također nalaze i Prekršajni sud i Savezni sud radi bolje uprave te sjedište pokrajinskih Oružanih snaga. Grad izdaje mnoge povelje koje pružaju jači temelj za provođenje općinske zakonodavne vlasti.

## Simboli grada

### Zastava
Grad je 27. travnja 2010. pokrenuo projekt Zastava za moj grad. Od 75 pristiglih prijedloga pobijedio je Carlos Alberto Juarez. Njegova zastava prikazuje dvije rijeke (Neuquén i Limay) na plavoj pozadini koje tvore slijev, mjesto gdje je grad izrastao.
Zastava je podignuta 12. rujna 2010. na 106. obljetnicu grada.

### Grb
Na gotičkom štitu prikazan je obelisk koje se uzdiže prema Argentinskom suncu te time simbolizira brzi uzast grada. Iza obeliska se ukrštavaju strelica lokalnih Indijanaca i mač konkvistadora. Ispod toga poveznicom u argentinskim nacionalnim bojama povezane su dvije grane lovora. Oko grba je vrpca na kojoj piše Ciudad de Neuquén (Grad Neuquén).

## Stanovništvo
Grad ima oko 265 000 stanovnika. Grad je etnički heterogen jer u njemu od Argentinaca ima lokalnih indijanaca iz plemena Mapuche i Tehuelche. Pošto je grad nakon otkrića nafte postao važno sjedište u Patagoniji u njega se doseljavaju ljudi iz različitih dijelova Argentine, ali i iz ostalih dijelova Južne Amerike (posebno iz Bolivije.
Stopa nezaposlenosti 2008. je iznosila 5,4 % što ga čini jednim od boljih gradova u Argentini.
Što se tiče religije stanovništvo je većinski rimokatoličko.

## Sport i obrazovanje
U gradu se nalazi više klubova od nogometa (Club Atlético Independiente Neuquén) pa sve do rugbya i košarke.
Nogometni klub igra utakmice na malom stadionu od oko 6000 mjesta, Ruce Che.
Grad Neuquén ima različite obrazovne ustanove od osnovnih i srednjih škola do fakulteta. U mjestu postoji više škola koje su ili javne ili vjerske.

## Pobratimljeni gradovi
- Knoxville, Tennesse, Sjedinjene Američke Države
- Treviso, Veneto, Italija
- Valdivia, Čile
- Haifa, Izrael